# Guido Cantelli
Guido Cantelli (ur. 27 kwietnia 1920 w Novarze we Włoszech, zm. 24 listopada 1956 w katastrofie lotniczej na lotnisku Orly pod Paryżem) – włoski dyrygent.
Ukończył konserwatorium w Mediolanie. Tam został odkryty w maju 1948 r. w czasie próby przez Arturo Toscaniniego, który uczynił go swoim następcą - dyrektorem NBC Symphony Orchestra. Był to początek jego światowej kariery, dyrygował w nowojorskiej Carnegie Hall, mediolańskiej La Scali oraz gościnnie orkiestrami Akademii muzycznej św. Cecylii w Rzymie, londyńską Philharmonia Orchestra i Filharmonią Nowojorską. Jego karierę przerwała katastrofa lotnicza. Z tego powodu pozostało po nim niewiele nagrań.